# Don gratifiant
Le don gratifiant (warm-glow giving en anglais) est une théorie économique qui décrit et explique l'émotion positive que les individus ressentent lorsqu'ils effectuent des dons pour les autres. Reposant sur des idées provenant de la Grèce antique, elle a été formalisée initialement par l'économiste James Andreoni en 1989. Elle est soutenue par des données empiriques provenant d'études en neurobiologie et psychologie et a des implications dans les domaines de la philanthropie, de la santé publique, de l'entreprise, des politiques environnementales et du vote.

## Origines de la théorie
Le concept du don gratifiant est construit sur l'idée d'altruisme impur : le désir d'aider les autres naît d'un mélange d'altruisme et d'égoïsme. Les philosophes ont débattu de cette idée depuis l'époque de la Grèce antique. 
Dans les dialogues socratiques, la motivation à donner peut être attribuée à un souci égoïste de son propre bien-être, niant ainsi la plausibilité de l'altruisme pur. De même, Platon considère les motivations comme des réponses à des désirs fondés sur la faim, ce qui souligne l'importance fondamentale de l'égoïsme dans toutes les interactions sociales. 

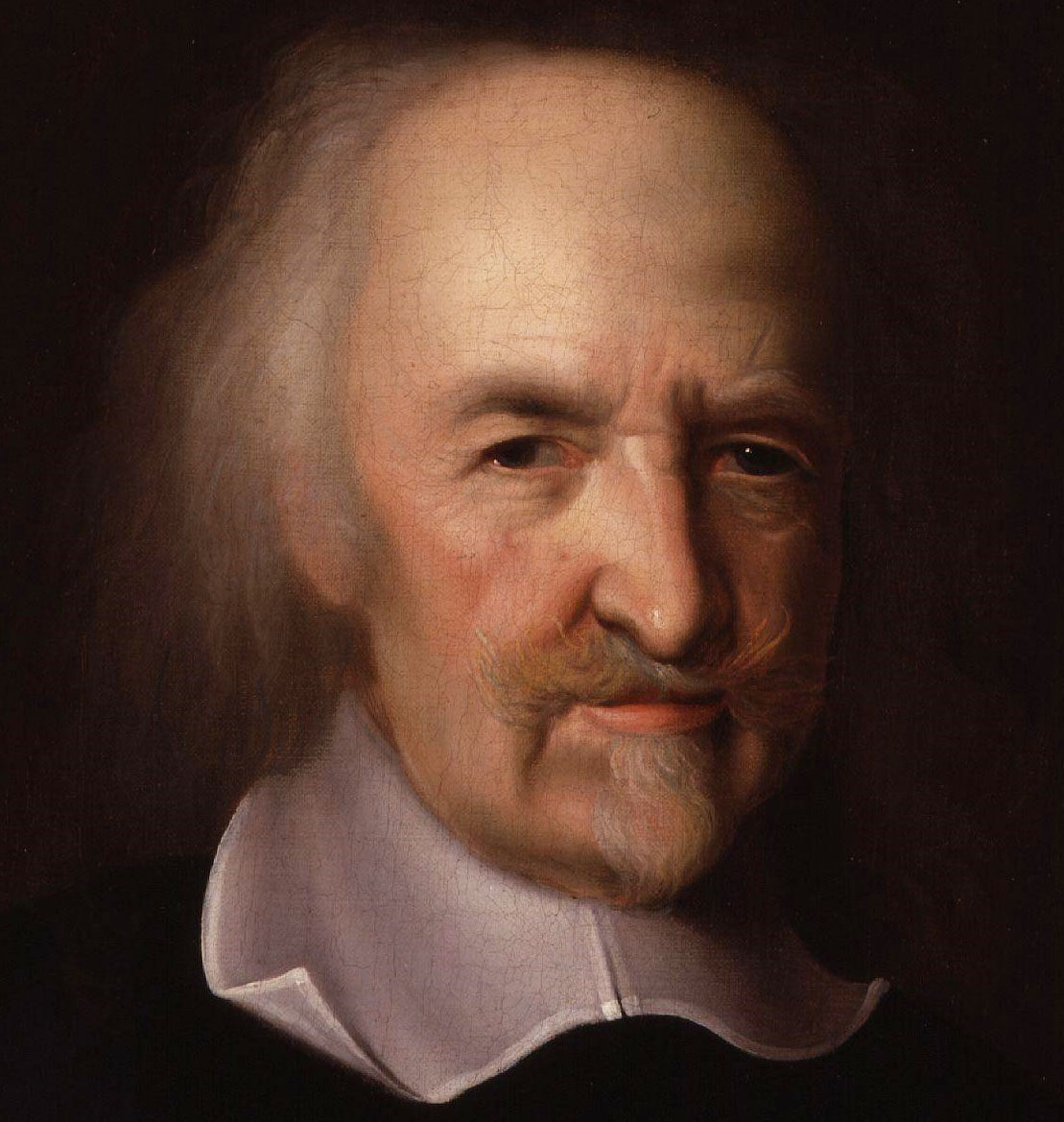
Thomas Hobbes était un fervent défenseur de l'altruisme égoïste, affirmant que "Nul homme ne donne qu'avec l'intention de se faire du bien"

Cependant, dans l'Éthique à Nicomaque et l'Éthique à Eudème, Aristote envisage à la fois la possibilité et la nécessité de l'altruisme pour atteindre des objectifs eudémoniques de haut niveau, ouvrant ainsi la voie à un débat philosophique permanent. Hobbes, Kant, Nietzsche, Bentham, J.S. Mill se sont opposés à la possibilité de l'altruisme pur et ont avancé la doctrine de l'égoïsme psychologique, tandis que d'autres comme Butler, Hume, Rousseau, Adam Smith et Nagel ont soutenu l'existence de motifs altruistes. 
Conceptuellement, la théorie du don gratifiant représente un compromis entre ces deux perspectives. La théorie a été formalisée initialement par l'économiste James Andreoni dans les années 1980,,,,. Elle est liée au sujet du libre arbitre, car les gens ne devraient récolter la récompense psychologique de l'aide que s'ils choisissent librement de le faire.

## La théorie du plaisir de donner
La théorie permet de répondre à la question suivante : pourquoi sommes-nous motivés pour aider les autres malgré les coûts personnels que cela implique ?
La réponse de l'économiste est que les gens pratiquent le don gratifiant. Au lieu d'être motivés uniquement par un intérêt pour le bien-être des bénéficiaires, ils tirent une utilité de l'acte de donner. L'utilité est un concept important utilisé par les économistes pour mesurer l'utilité qu'un consommateur retire d'un objet ou d'une circonstance (par exemple, le plaisir que l'on éprouve à regarder un film ou le sentiment de sécurité que l'on éprouve à acheter un verrou). La théorie du don gratifiant formalise le fait que lorsque les gens font des dons, ils optimisent le plaisir que cela va leur procurer plutôt que l'efficacité. Le don gratifiant est une émotion positive que les gens ressentent lorsqu'ils font preuve d'empathie ou de générosité. 

### Implications économiques
Dans l'hypothèse d'une stratégie de maximisation de l'utilité, le modèle du don gratifiant offre des prédictions économiques importantes. Plus précisément, il présente trois intuitions contraires à celles de l'économie classique et de la théorie de l'équivalence ricardienne.
Premièrement, la théorie de la lueur chaude prédit que les transferts de revenus n'augmenteront les dons nets que lorsque le revenu est transféré à des individus plus altruistes. Deuxièmement, elle suggère que la fourniture d'un bien public dépend de la répartition des revenus au sein d'une population. Troisièmement, elle suggère que le financement public de biens publics par le biais d'impôts forfaitaires sera plus efficace que de compter sur l'altruisme dans le secteur privé[2]. Individuellement et collectivement, ces propositions contrastent fortement avec la doctrine du laissez-faire de l'économie ricardienne[1]. À la suite de ce modèle original, la théorie de la lueur chaude a évolué conceptuellement avec de nouvelles applications dans toutes les disciplines pour expliquer et encourager le comportement prosocial[31]. 

## Données empiriques à l'appui de la théorie
Plusieurs études publiées dans des revues de psychologie, de médecine ou de neurobiologie soutiennent empiriquement la théorie du don gratifiant.

### Étayage neurobiologique

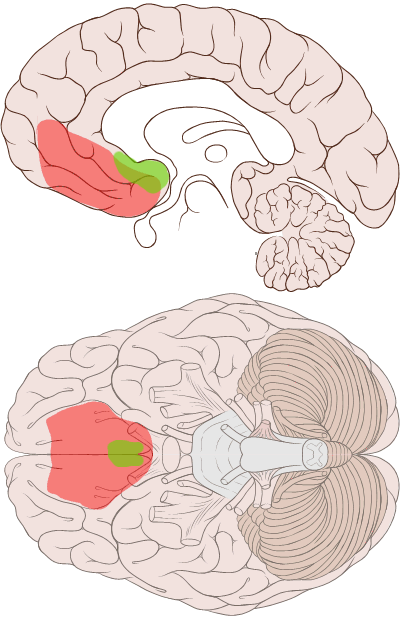
Le cortex préfrontal ventro-médial (réseau de récompense du cerveau) est constamment activé lorsque des individus effectuent des dons.

Les résultats d'imagerie du cerveau confirment l'effet du don gratifiant,. Une méta-analyse de 36 études, utilisant l'imagerie par résonance magnétique fonctionnelle a démontré que les réseaux de récompense du cerveau sont constamment activés lorsque le choix de donner est fait. Cela inclut le cortex préfrontal ventromédial (vmPFC). Les décisions stratégiques pour lesquelles on espère quelque chose en retour activent des régions plus antérieures du vmPFC, mais les décisions pour lesquelles on n'attend rien en retour activent des régions postérieures du vmPFC. Cela fournit une distinction biologique des décisions d'aide qui dépend de l'attente de récompenses externes. Également, l'acte de donner libère des substances neurochimiques bénéfiques comme l'ocytocine et les endorphines.

### Étayage psychologique
Au-delà de la courte émotion positive liée au don gratifiant, des dizaines d'études évaluent l'effet sur le bien-être à court et long terme du don. Elles montrent que donner augmente le bien-être et la santé physique, et diminue le risque du dysfonctionnement psychologique,.

## Applications
Comprendre pourquoi les gens donnent lorsqu'ils n'en tirent aucun avantage permet potentiellement d'encourager les gens à adopter des comportements prosociaux comme faire du bénévolat, faire des dons à des œuvres de bienfaisance ou soutenir les autres dans leur communauté.

### Vote
L'une des premières tentatives de modélisation formelle du phénomène de gratification a été réalisée par Riker et Ordeshook en 1968. Résolvant le paradoxe selon lequel des individus rationnels ne feraient jamais l'effort de voter en raison de la quasi-improbabilité statistique de "faire compter leur vote" (voter de façon décisive), Riker et Ordeshook ont mis en évidence l'utilité psychologique de voter pour son candidat préféré. Tout comme le don gratifiant motive les gens à renoncer volontairement à leurs maigres ressources, l'utilité psychologique décrite dans les modèles de vote anticipé sert à expliquer un comportement autrement irrationnel. La gratification du vote continue d'être une considération importante dans les modèles de votes éthiques.

### Politique environnementale
Dans leurs efforts pour concevoir des interventions environnementales efficaces, durables et efficientes, des chercheurs et décideurs se sont concentrés sur les effets du don gratifiant. Étant donné que de nombreuses formes de récompenses et de répressions extrinsèques n'ont pas réussi à promouvoir des améliorations à long terme dans les comportements respectueux de l'environnement, l'accent est de plus en plus mis sur le don gratifiant. Les expérimentations offrent des résultats prometteurs dans des domaines tels que le soutien aux énergies vertes, le recyclage et la réduction des déchets, la consommation d'énergie ou le covoiturage.

### Philanthropie

#### Comportements d'évitement
Des phénomènes courants tels que le fait d'éviter le contact visuel avec les mendiants ou d'ajuster sa route pour éviter un bénévole demandant un don peuvent être expliqués à l'aide du modèle du don gratifiant.
Les individus peuvent éviter stratégiquement les occasions de donner afin de ne pas ressentir une émotion négative - de la culpabilité - à ne pas donner. Si le coût d'éviter la situation de sollicitation est inférieur au coût anticipé de ressentir une émotion négative en ne donnant pas, alors les individus vont volontairement éviter la confrontation.
Les recherches d'Andreoni, Rao et Trachtman explorent ce phénomène en observant le comportement d'évitement et de don des clients entrant dans un supermarché pendant les vacances. Les clients se dirigeaient souvent vers une autre entrée pour éviter les bénévoles de l'Armée du Salut. Selon leur modèle, les individus "empathiquement vulnérables" qui ne sont pas en mesure de donner (pour des raisons budgétaires), sont les plus incités à éviter les collecteurs en raison de la culpabilité qu'ils ressentiraient en disant "non". 

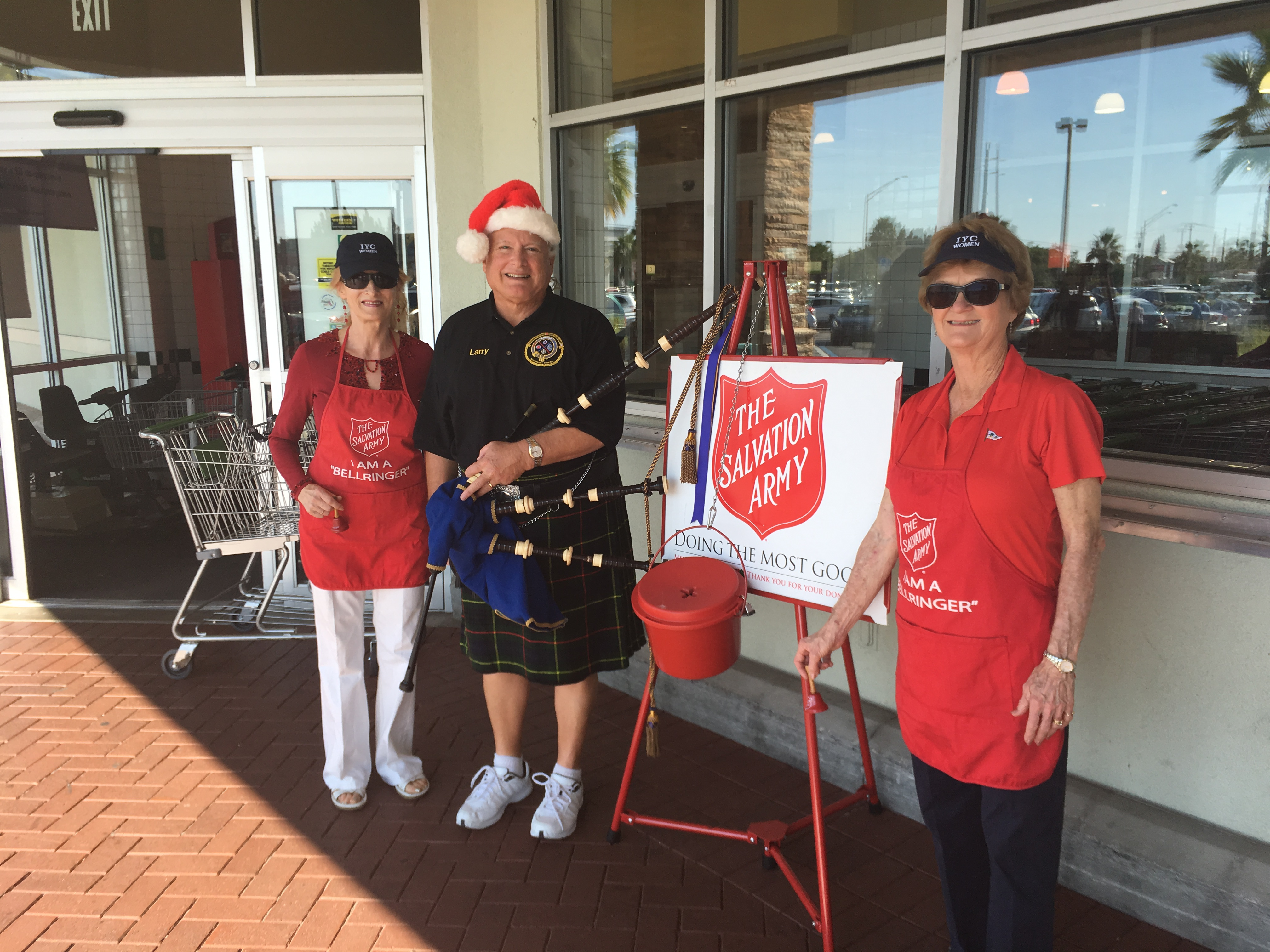
La théorie du don gratifiant explique pourquoi les personnes empathiques évitent activement les occasions de faire preuve de charité. Par exemple, lorsqu'elles sont sollicitées à l'entrée d'un supermarché.

#### Comportements affectés dans les sommes allouées
Une organisation caritative peut distinguer tout don compris entre 500 et 999,99 euros par un titre distinct de celui attribué aux dons supérieurs à 1 000 euros. Par conséquent, la composante de signalisation sociale du don gratifiant (effet extrinsèque de ce dernier) suggère que les individus devraient être motivés à faire le don minimum pour acquérir le statut catégoriel désiré. Conformément à cette hypothèse, les études ont indiqué un comportement de regroupement significatif des donateurs autour des catégories minimales.

#### Inefficacité de la répartition des dons de bienfaisance
La majorité des personnes qui choisissent de donner une partie de leur patrimoine à des œuvres caritatives soutiennent plusieurs causes différentes. Plutôt que de donner la totalité de leurs dons cumulés à la même entité, il existe une préférence largement répandue pour distribuer les fonds entre les organismes de bienfaisance. Le modèle du don efficace explique cela en reconnaissant que les donateurs reçoivent de multiples sensations positives en donnant à de multiples causes, soutenant ainsi la préférence de faire de multiples petites contributions. En conséquence, certains chercheurs suggèrent une perte d'efficacité due à des volumes élevés de petits dons - qui sont moins efficaces à traiter - plutôt qu'à un nombre moins élevé de grands dons. 

#### Inefficacité dans le choix d'organismes humanitaires
La sensation de don gratifiant peut expliquer certaines des inefficacités observées dans les dons caritatifs. Par exemple, les citoyens des États-Unis ont dirigé en 2017 plus de 60 % de leurs contributions caritatives totales vers des groupes religieux, des établissements d'enseignement, des organisations artistiques et des fondations ; contre moins de 7 % pour l'entraide internationale. Selon les modèles de justice sociale et les QALY économiques, dans lesquels les vies humaines sont traitées avec la même dignité et le même respect - indépendamment de la race, du sexe ou du lieu d'origine - l'objectif de la charité devrait être de lutter contre la pauvreté mondiale. De même, les modèles économiques, qui tentent d'attribuer une valeur monétaire à la vie humaine, mettent en évidence l'inefficacité de toute la philanthropie qui n'est pas utilisée pour lutter contre la pauvreté mondiale, qui offre le rendement marginal le plus élevé. Le modèle du don gratifiant tient compte de cette inefficacité car les donneurs peuvent être insensibles à la cause réelle, et plus sensibles à l'acte de donner ou à la taille du don. Ainsi, le modèle du don gratifiant peut générer des inefficacités philanthropiques dans la mesure où il désensibilise les donateurs potentiels concernant l'impact d'une organisation caritative donnée. 
En réponse à cette préoccupation, William MacAskill et ses collègues ont développé une démarche philanthropique appelé altruisme efficace. Cette démarche cherche à tirer parti de la logique et de la responsabilité pour identifier les opportunités caritatives efficaces, minimisant ainsi l'effet du don gratifiant dans le processus décisionnel,. 

### Entreprise

#### Responsabilité sociale des entreprises
Soutenir les entreprises engagées dans des initiatives de responsabilité sociale des entreprises (RSE) peut donner aux consommateurs un sentiment de gratification par procuration. Cependant, des recherches récentes suggèrent que les consommateurs peuvent s'attendre à surpayer lorsque les entreprises s'engagent dans la RSE en raison de la perception de l'équité des prix. L'implication du fait que "faire le bien" implique une charge financière pour les entreprises conduit les consommateurs à déduire des majorations de prix générales. Cet ensemble de recherches met en garde contre le fait que les dons gratifiants des entreprises peuvent être associées à des impressions de coûts supplémentaires.

#### Publicité
Le don gratifiant peut être un élément central du cause marketing, dans lequel les produits sont associés à des dons. Lorsque les consommateurs sont exposés à des produits directement associés à une cause marketing, leur évaluation du produit et de l'entreprise peut s'améliorer grâce à l'effet du don gratifiant. Il est également prouvé que l'effet du don gratifiant peut jouer un rôle dans un processus appelé licence hédonique, dans lequel les consommateurs qui ont l'impression d'avoir été particulièrement altruistes s'autorisent par la suite une plus grande marge de manœuvre pour faire des achats égoïstes.

### Santé publique
Une autre application du don gratifiant est le dépistage gratuit des maladies sexuellement transmissibles (MST). Un homosexuel se voit offrir un test gratuit de dépistage des MST, accompagné de messages de la communauté. Après avoir reçu le test, on lui demande s'il peut faire un don pour aider d'autres homosexuels à passer le test. Une étude quasi-expérimentale a démontré que le principe du "payer-au-suivant" augmentait le nombre de tests MST.

## Objections à la théorie
La théorie du don gratifiant a été largement acceptée et appliquée, mais non sans critiques.

### Ad-hoc
Une critique portée à la théorie du don gratifiant est qu'elle semble ad hoc, c'est-à-dire créé dans le but précis d'expliquer ce comportement prosocial, et non généralisable à d'autres contextes. James Andreoni, le premier à avoir formalisé la théorie, l'a lui-même a reconnu. Mais au fur et à mesure que la recherche sur le don gratifiant s'est développée, un modèle de comportement plus descriptif a pu être conçu.

### Auto-illusion
La deuxième critique est que pour que le modèle soit vrai, c'est-à-dire que les individus obtiennent des récompenses émotionnelles de leurs dons, ils doivent croire que leurs actions sont purement altruistes. Dans cette optique, toute personne qui fait l'expérience du don gratifiant - en supposant que le modèle soit exact - se trompe elle-même. Toutefois, la critique doit reconnaître que, selon le modèle original, pour que le sentiment de don gratifiant existe, l'altruisme pur n'est pas possible, car il est intrinsèquement motivé par l'individu. 

#### Ouvrages
- (en) James Andreoni, The Economics of Philanthropy and Fundraising, Edward Elgar Publishing Ltd, juillet 2015, 1352 p. (ISBN 978-1782546054)
- (en) Jean Mercier Ythier, Handbook of the Economics of Giving, Altruism and Reciprocity, Elsevier Science, 2006, 1616 p. (ISBN 9780444521453), p. 1220-1320
- (en) Patricia Illingworth, Giving Well: The Ethics of Philanthropy, Oxford University Press, 1er janvier 2011 (ISBN 9780199855872), chap. 4 (« The Valmont Effect: The Warm-Glow Theory of Philanthropy »)

#### Articles académiques
- (en) James Andreoni, « Giving with Impure Altruism: Applications to Charity and Ricardian Equivalence », Journal of Political Economy,‎ décembre 1989 (DOI 10.1086/261662, lire en ligne)
- Emma Tieffenbach, « La science du don - Le warm-glow feeling, une théorie de l'altruisme impur », Expert focus,‎ mars 2019 (lire en ligne)